# David Dickson
David Dickson (né le 20 février 1941) est un ancien nageur australien.

## Jeux olympiques
- Jeux olympiques d'été de 1960 à Rome 
  -  Médaille de bronze en relais 4 × 200 m libre.
- Jeux olympiques d'été de 1964 à Tokyo 
  -  Médaille de bronze en relais 4 × 100 m libre.
  -  Médaille de bronze en relais 4 × 100 m 4 nages.